# Монро (Џорџија)
Монро (енгл. Monroe) град је у америчкој савезној држави Џорџија. По попису становништва из 2010. у њему је живело 13.234 становника.

## Демографија
Према попису становништва из 2010. у граду је живело 13.234 становника, што је 1.827 (16,0%) становника више него 2000. године.
| Група             | 2000.         | 2010.         |
| Белци             | 6.143 (53,9%) | 6.851 (51,8%) |
| Афроамериканци    | 4.818 (42,2%) | 5.610 (42,4%) |
| Азијати           | 41 (0,4%)     | 100 (0,8%)    |
| Хиспаноамериканци | 287 (2,5%)    | 447 (3,4%)    |
| Укупно            | 11.407        | 13.234        |